# Sophie & Magaly

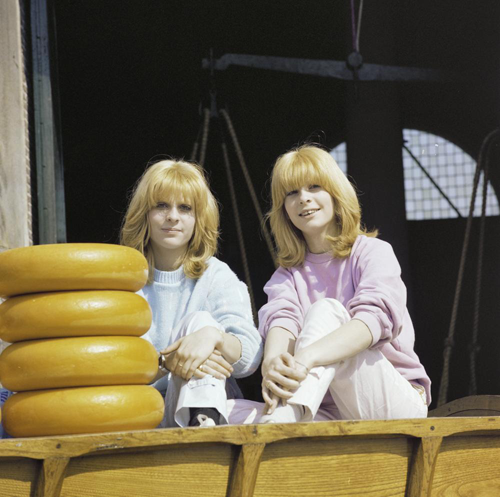
Sophie & Magaly in 1980

Sophie & Magaly waren een duo zingende tweelingzusjes uit Saint-Cloud, Frankrijk. De achternaam van de meisjes is Gilles.
In 1980 vertegenwoordigden ze Luxemburg op het Eurovisiesongfestival in Den Haag. Met het grappige Le Papa Pingouin, dat door Ralph Siegel geschreven was, eindigden ze als negende. Daarna hadden ze een grote hit in Frankrijk en verkochten ze meer dan een miljoen singles.
Nadat hun opvolgsingle geflopt was, werden ze aan de deur gezet door hun platenmaatschappij. Ze kregen een nieuwe kans bij een andere platenfirma, maar ook daar flopten de twee singles die ze uitbrachten.
Eind jaren tachtig liep Magaly het aidsvirus op. Ze overleed in 1996. Sophie verhuisde naar Zuid-Frankrijk, waar ze op 27 februari 2019 overleed.
In 2006 werd Le Papa Pingouin gecoverd door Pigloo en het werd opnieuw een nummer 1-hit.